# کوه ماکرونا
کوه ماکرونا (به لاتین: Makrona Mountain) یک منطقهٔ مسکونی در قبرس است که در ناحیه پافوس واقع شده‌است. کوه ماکرونا ۵۶۰ متر بالاتر از سطح دریا واقع شده‌است.